# Jo et sa tribu
Jo et sa tribu ou La Grande Famille de Jo March (titre original anglais : Jo's Boys, and How They Turned Out) est un roman de l'autrice américaine Louisa May Alcott, publié pour la première fois en 1886. Le roman est le dernier opus de la trilogie non officielle des Quatre Filles du docteur March. Dans ce livre, les enfants de Jo, maintenant adultes, rencontrent de nombreux problèmes.

## Éléments de l'intrigue
Le livre s'intéresse principalement aux garçons de l’école Plumfield que le lecteur a découverts dans Le Rêve de Jo March, en particulier : Tommy, Emil, Demi, Nat, Dan, le professeur Bhaer ainsi que les fils de Jo, Rob et Teddy. D'autres personnages font aussi de fréquentes apparitions.
L'histoire se passe dix ans après Le Rêve de Jo March. Dolly et George, maintenant étudiants, sont confrontés aux tentations du snobisme, de l’arrogance et de la vanité. Tommy commence des études de médecine pour impressionner Nan, son amie enfance, mais après être tombé amoureux de Dora et s'être fiancé à celle-ci il rejoint l'entreprise familiale. Rob et Ted se retrouvent dans une situation désagréable qui finalement va les rapprocher.
Les chapitres de Jo et sa tribu suivent ainsi les tribulations des anciens élèves de Plumfield, dont les liens émotionnels avec leur ancienne école et les Bhaer sont profonds. Le neveu de Friedrich Bhaer, Emil, maintenant marin, part pour son premier voyage en tant que second. Il montre sa véritable force lorsqu'il fait naufrage et que son capitaine est gravement blessé. Dan cherche fortune dans l'Ouest et se retrouve en prison. Josie finit par découvrir son talent d'actrice et par jouer le héros de ses rêves. Nat commence une carrière musicale en Europe ; elle l'éloigne de Daisy, le plonge seulement dans une foule frivole et l'amène à donner involontairement de faux espoirs à une jeune femme qu'il n'épouse finalement pas.
La romance joue également un rôle dans Jo et sa tribu. Franz et Emil se marient tous les deux, tandis que Tommy, Demi, Nat et Daisy sont fiancés à la fin du livre. Nan reste célibataire, entièrement consacrée à sa carrière médicale. Et la douce Bess, la fille d'Amy, reste la « princesse » tout au long.
Dan, le plus violent d'eux tous, finit par commettre le seul péché dont Jo et lui-même ont toujours craint qu'il se rende coupable, même si c'était pour se défendre et protéger un garçon plus jeune, Blair : Dan tue un homme qui triche en jouant contre Blair. Condamné à un an de travaux forcés, il s'en sort de justesse. Une fois libéré, il sauve des mineurs de la noyade et, ramené à la maison en héros, il avoue à Jo, Mother Bhaer, sa faute et la punition qui a suivi. Elle découvre également son intérêt pour Bess, ce qui ne la surprend pas beaucoup. En lui confiant son penchant, Dan lui dit que Bess était pour lui l'étoile brillante du nord qui le guidait. Cependant, sachant qu'Amy n'approuverait pas, Jo s'assure que les Laurence sont absents quand Dan repart. Il est tué, malheureusement, en protégeant les Indiens mais il meurt en paix, comme si le chevalier d'Aslauga avait fait son devoir.

## Écriture
Louisa May Alcott a écrit le roman alors qu'elle vivait dans la maison Thoreau-Alcott sur Main Street à Concord, dans le Massachusetts. Elle avait acheté la maison de sa sœur Anna Alcott Pratt en 1877, mais elle n'y a emménagé que dans les années 1880.

## Éditions françaises
- 1965 : Jo et sa Tribu - Éditions Deux coqs d'or, collection : Étoile d'or, série rouge, n°13 ; traduit par Elisabeth Ciccione ; illustré par B. Bodini ; 247 p.
- 1995 : La Grande Famille de Jo March - Éditions Casterman ; illustré par Frank T. Merrill ; traduit par Claude Lauriot-Prévost. 250 p. ,  (ISBN 2-203-13556-5).

## Adaptation télévisée
- En 1993, Nan devient le personnage principal de la série télévisée d'animation japonaise Petite Bonne Femme, dans laquelle il est révélé que Nan est un surnom pour Annie Harding, aucun nom n’apparaissant dans le livre.